# Batavus Droogstoppelbrug
De Batavus Droogstoppelbrug is een vaste brug in Amsterdam-Centrum.

## Brug
Zij verbindt de Tweede Laurierdwarsstraat en de Hazenstraat. Ze overspant daarbij de Lauriergracht. De brug, zelf geen monument, wordt omringd door verscheidene gemeentelijke en rijks-monumenten, waaronder het pand Lauriergracht 116, achtereenvolgens weeshuis, school, ziekenhuis en kazerne.
Er ligt hier al eeuwen een brug. Balthasar Florisz. van Berckenrode tekende hier al een brug over de Laurier Graft in op zijn kaart uit 1625. Op die kaart is de ruimte voor het weeshuis ook al zichtbaar. De brug kende door de eeuwen heen aanpassingen. In 1832 werd door de stad opdracht gegeven de dan aanwezige houten brug te vernieuwen. Het maakte deel uit van een pakket tot vernieuwing van vier bruggen in de stad, brug 97 (dan een brug langs de Passeerdersgracht over de Looijerssloot), brug 111, brug 125 en brug 132 (dan een brug over de Anjeliersgracht, tegenwoordig Westerstraat, dus verdwenen). In 1898 is die brug aan vervanging toe, de Lauriergracht is dan vanaf mei een aantal maanden gestremd. Voor voetgangers werd een noodburg aangelegd. In 1924 is er weer groot onderhoud aan de brug. Het bleef echter een brug met ijzeren liggers waarover houten planken lagen.
Vanaf 1982 worden plannen gemaakt de brug weer te vernieuwen, hetgeen even op zich liet wachten. De ontwerper Dirk Sterenberg, werkend voor de Dienst der Publieke Werken ontwierp een vaste brug met een betonnen overspanning. In 1985 en 1986 werd er aan gebouwd. Sterenberg voorzag zijn brug van een betonnen jaarsteen 1986, als ook een betonnen steen met daarin het brugnummer 111. De brug hield echter de 19e-eeuwse smeedijzeren balustrades.
De brug ging eeuwenlang anoniem door het leven. In 2016/2017 kon de burgerij voorstellen indienen tot naamgeving van die anonieme bruggen. De gemeente keurde in juli 2017 de inzending goed voor een vernoeming naar Batavus Droogstoppel, een personage uit de Max Havelaar van Multatuli, wonend "op de Lauriergracht N° 37".

## Afbeeldingen

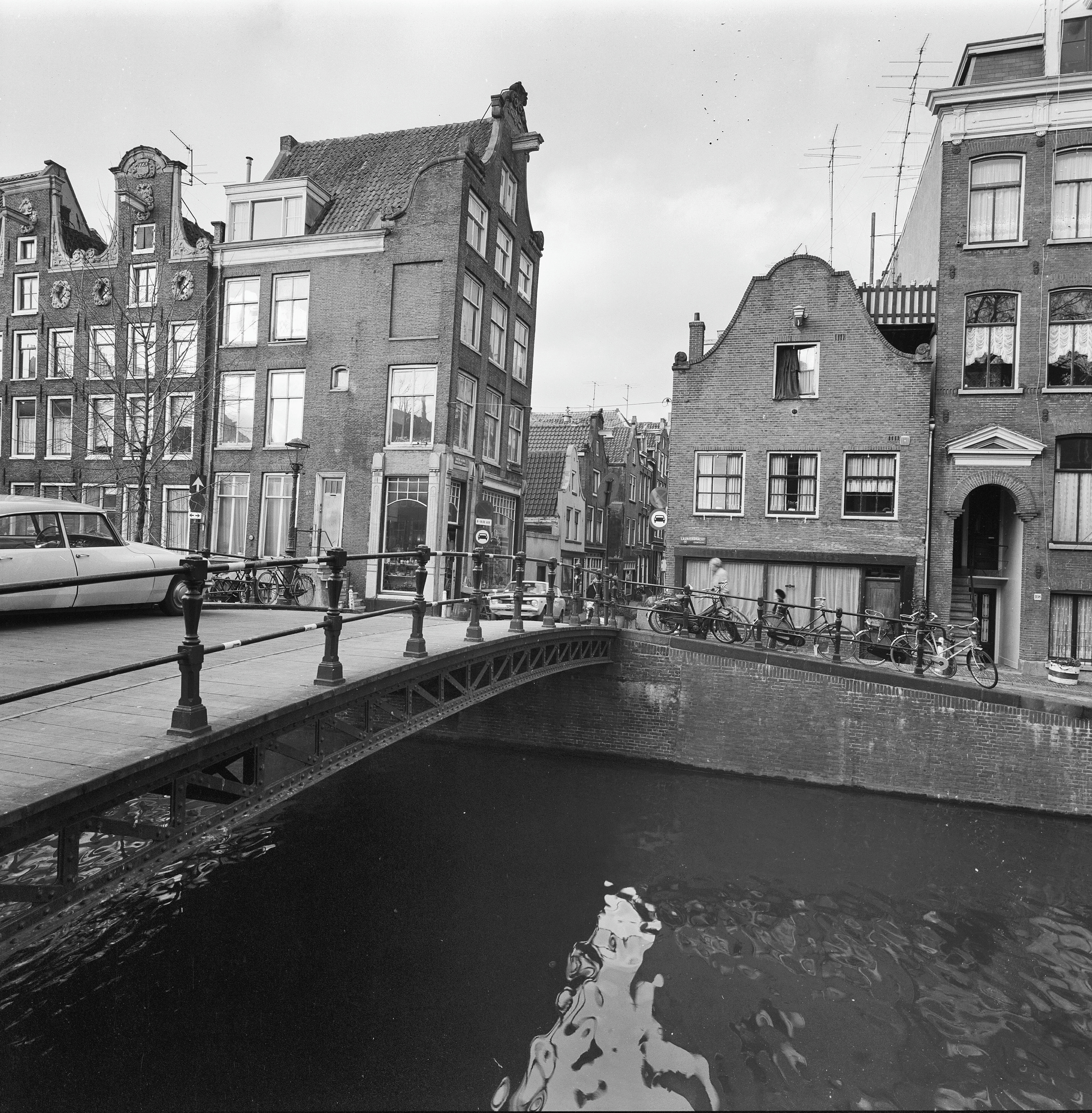
De brug in 1975 met houten planken op ijzer
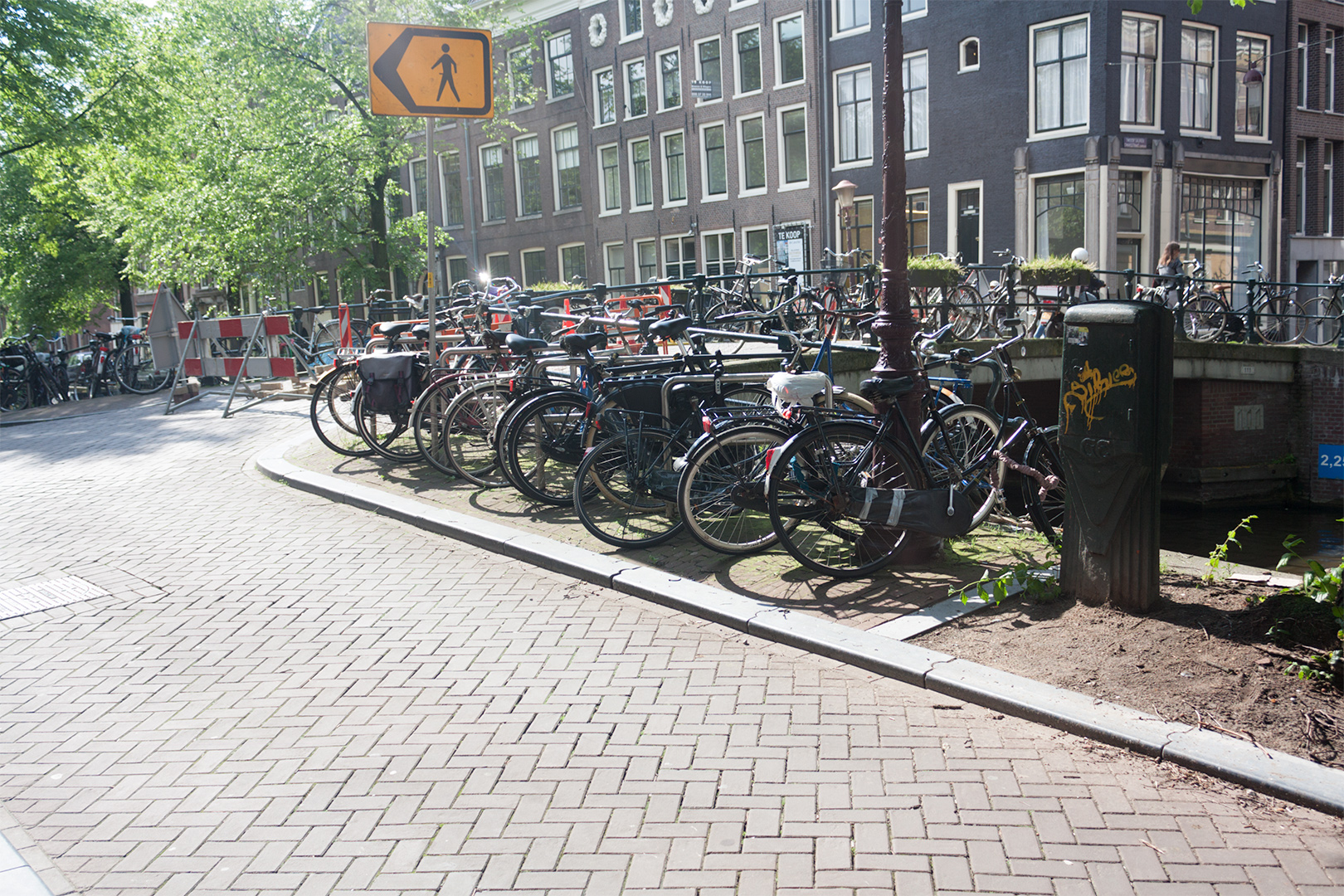
De betonnen Batavus Droogstoppelbrug (2012)
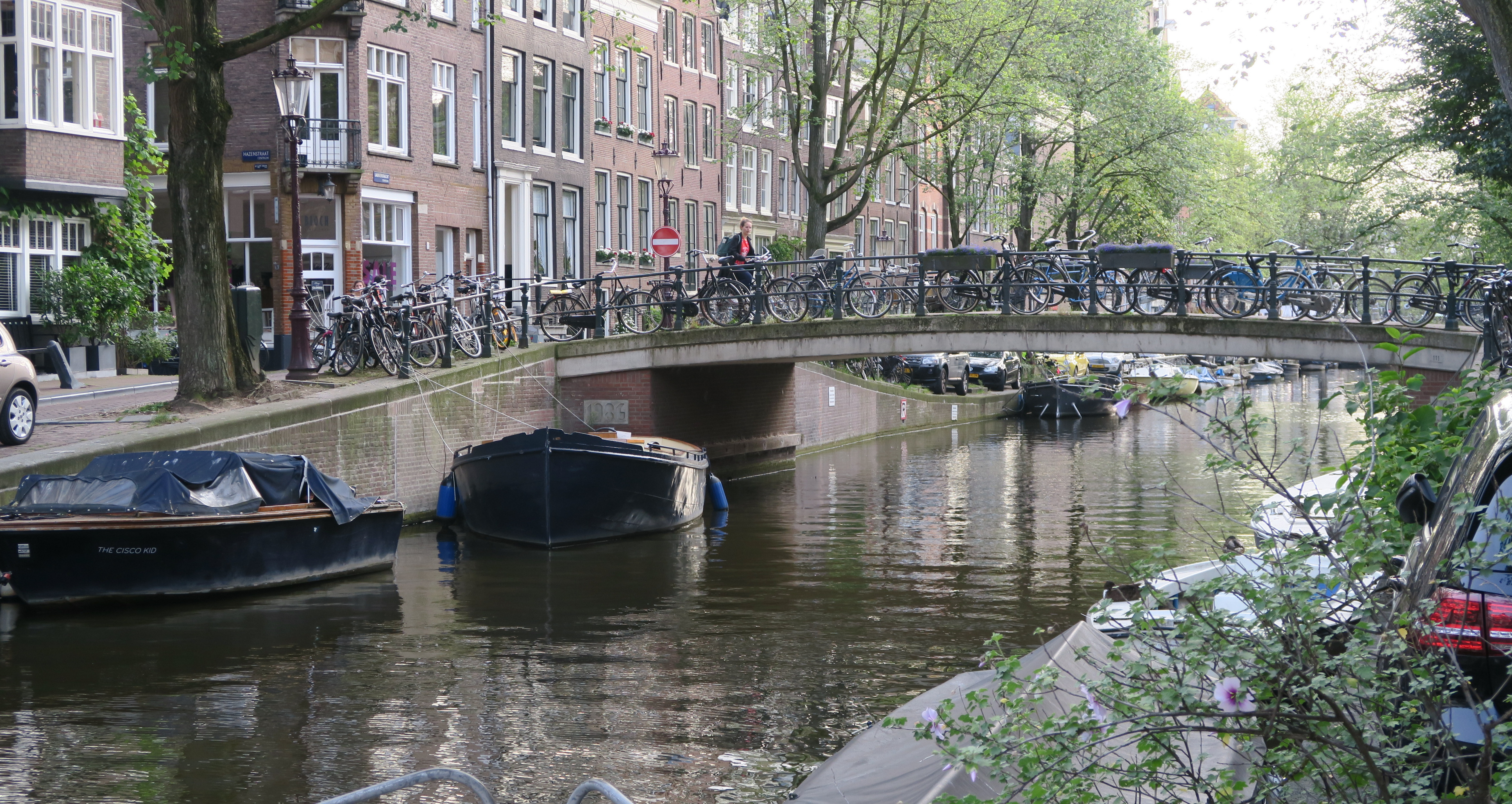
De betonnen Batavus Droogstoppelbrug (2017)
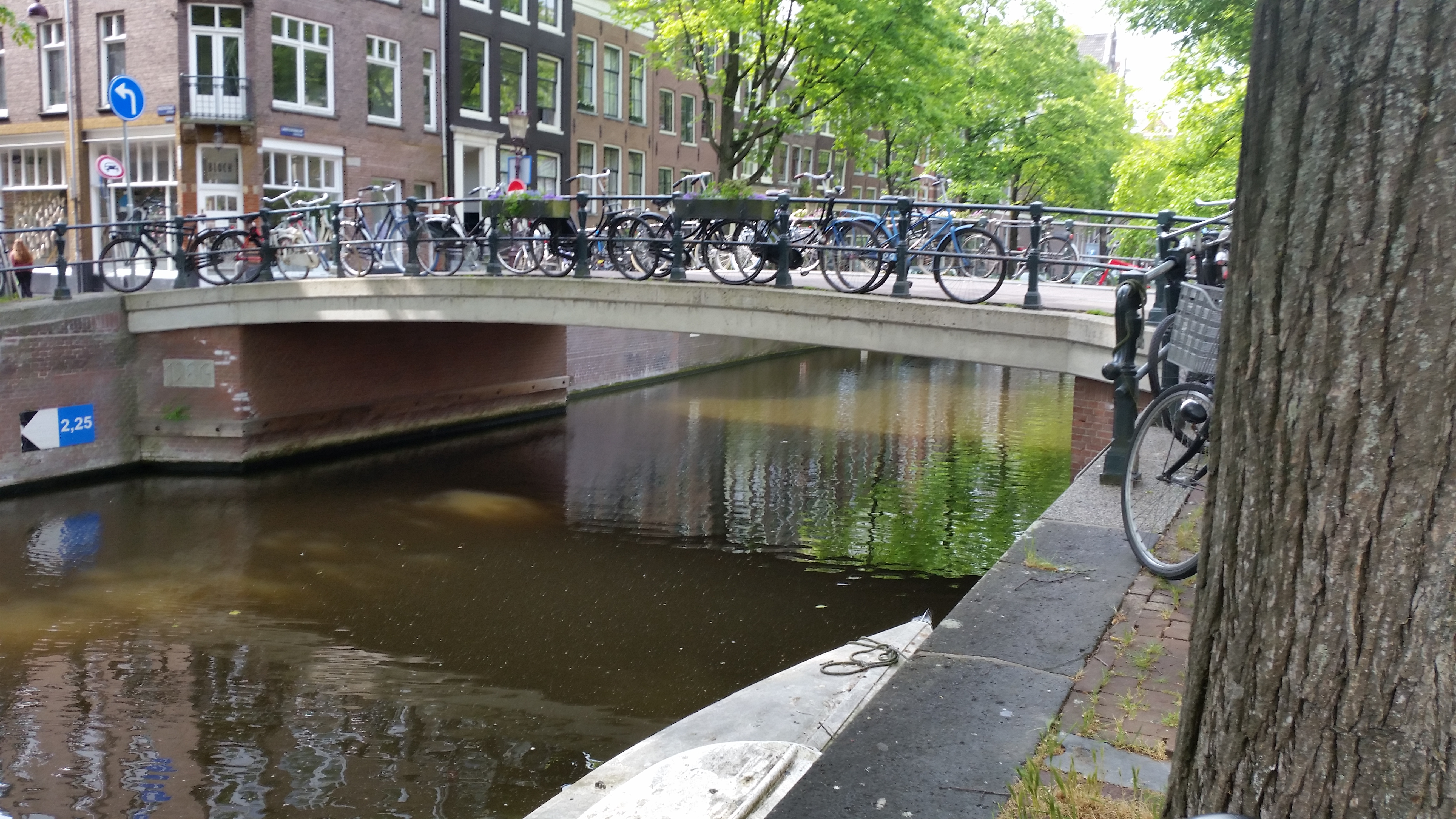
Zijaanzicht van brug 111 (mei 2020)

<<< · 100 · 101 · 102 · 103 ·  105 · 106 · 107 · 108 · 109 ·  110 · 111 · 112 · 113 · 114 · 115 · 116 · 117 · 118 · 119 · 120 · 121 · 122 · 123 · 124 · 125 · 126 · 127 · 128 · 129 · 130 · 131 · 132 · 135 · 136 · 137 · 138 · 139 · 140 · 141 · 142 · 143 · 144 · 145 · 146 · 147 · 148 · 149 ·  150 · 151 · 152 · 155 · 156 · 159 · 160 · 161 · 162 · 163 · 164 · 165 · 166 · 167 · 168 · 169 ·  170 · 171 · 172 · 173 · 174 · 175 · 176 · 177 · 178 · 179 · 180 · 181 · 182 · 183 · 184 · 185 · 186 · 187 · 189 · 190 · 191 · 192 · 193 · 194 · 195 · 196 · 198 · 199 · >>>
Brugnummers 104, 133, 134, 153, 154, 157, 158, 188 en 197 zijn niet (meer) in gebruik.